# Juanita Humar
Juana Humar Bernal es una actriz colombiana, reconocida por su actuación en la popular telenovela de 1991 La casa de las dos palmas y por su interpretación de Amparo Hernández en la serie Los Victorinos de 2009.

## Carrera
Juanita, hija del actor y director Alí Humar y de Lyda Bernal, inició su carrera en la televisión colombiana con una aparición en la telenovela La casa de las dos palmas de Manuel Mejía Vallejo, en el papel de Isabel. En 1992 integró el reparto de la telenovela El último beso de Luis Felipe Salamanca junto a actores como Nelly Moreno, Guillermo Gálvez, Adriana Ricardo y Jairo Camargo. Puerta Grande,  serie de televisión basada en la vida y carrera del torero colombiano César Rincón, fue su siguiente aparición en televisión.
En 1996 interpretó el papel de Libia en la serie Las ejecutivas, apareciendo en la segunda temporada de la misma. A partir de ese momento la actriz se alejó de las producciones televisivas en Colombia y se mudó a Ecuador para desempeñarse como docente de artes plásticas, regresando a la televisión trece años después para integrar el reparto de la serie Los Victorinos, donde interpretó a Amparo Hernández.

## Filmografía destacada

### Televisión
- 2022 - Hasta que la plata nos separe
- 2019 - Distrito salvaje
- 2018 - Garzón vive
- 2009 - Los Victorinos
- 1996 - Las ejecutivas
- 1993 - Puerta grande
- 1992 - El último beso
- 1991 - La casa de las dos palmas